# Rodenbach (Frankenberg)
Rodenbach ist ein Stadtteil von Frankenberg (Eder) im nordhessischen Landkreis Waldeck-Frankenberg.

## Geographie
Der Ort liegt nordwestlich der Kernstadt Frankenberg.
Durch den Ort verläuft keine klassifizierte Straße.

## Geschichte
Die älteste bekannte schriftliche Erwähnung von Rodenbach erfolgte im Jahr 1297 unter dem Namen Radenbach in einer Urkunde des Zisterzienserinnenkloster Georgenberg, als das Kloster den Hof Rodenbach von Konrad von Berghofen erhielt.
Am 4. April 1777 genehmigte Landgraf Friedrich II. von Hessen-Kassel die Umwandlung des Hofes Rodenbach („curia dicta Radenbach“) zu einer neuen Colonie (Dorf).

### Gebietsreform
Am 31. Dezember 1970 wurde die bis dahin selbständige Gemeinde Rodenbach im Zuge der Gebietsreform in Hessen auf freiwilliger Basis in die Stadt Frankenberg (Eder) (damalige Schreibweise Frankenberg-Eder) eingegliedert.
Für den Rodenbach wurde, wie für die übrigen Stadtteile, ein Ortsbezirk mit Ortsbeirat und Ortsvorsteher nach der Hessischen Gemeindeordnung eingerichtet.

### Bevölkerung
Einwohnerentwicklung
 Quelle: Historisches Ortslexikon
- 1577: 2 Hausgesesse
- 1747: 2 Haushaltungen

| Rodenbach: Einwohnerzahlen von 1834 bis 2016 | Rodenbach: Einwohnerzahlen von 1834 bis 2016 | Rodenbach: Einwohnerzahlen von 1834 bis 2016 | Rodenbach: Einwohnerzahlen von 1834 bis 2016 | Rodenbach: Einwohnerzahlen von 1834 bis 2016 |
| --- | -------------------------------------------- | -------------------------------------------- | -------------------------------------------- | -------------------------------------------- |
| Jahr |                                              |                                              |                                              | Einwohner                                    |
| 1834 | 1834                                         |                                              | 111                                          | 111                                          |
| 1840 | 1840                                         |                                              | 93                                           | 93                                           |
| 1846 | 1846                                         |                                              | 89                                           | 89                                           |
| 1852 | 1852                                         |                                              | 93                                           | 93                                           |
| 1858 | 1858                                         |                                              | 96                                           | 96                                           |
| 1864 | 1864                                         |                                              | 94                                           | 94                                           |
| 1871 | 1871                                         |                                              | 76                                           | 76                                           |
| 1875 | 1875                                         |                                              | 85                                           | 85                                           |
| 1885 | 1885                                         |                                              | 87                                           | 87                                           |
| 1895 | 1895                                         |                                              | 87                                           | 87                                           |
| 1905 | 1905                                         |                                              | 86                                           | 86                                           |
| 1910 | 1910                                         |                                              | 86                                           | 86                                           |
| 1925 | 1925                                         |                                              | 83                                           | 83                                           |
| 1939 | 1939                                         |                                              | 88                                           | 88                                           |
| 1946 | 1946                                         |                                              | 132                                          | 132                                          |
| 1950 | 1950                                         |                                              | 140                                          | 140                                          |
| 1956 | 1956                                         |                                              | 105                                          | 105                                          |
| 1961 | 1961                                         |                                              | 111                                          | 111                                          |
| 1967 | 1967                                         |                                              | 111                                          | 111                                          |
| 1980 | 1980                                         |                                              | ?                                            | ?                                            |
| 1991 | 1991                                         |                                              | 143                                          | 143                                          |
| 2005 | 2005                                         |                                              | 176                                          | 176                                          |
| 2011 | 2011                                         |                                              | 180                                          | 180                                          |
| 2016 | 2016                                         |                                              | 177                                          | 177                                          |
| Datenquelle: Historisches Gemeindeverzeichnis für Hessen: Die Bevölkerung der Gemeinden 1834 bis 1967. Wiesbaden: Hessisches Statistisches Landesamt, 1968. Weitere Quellen: ; Stadt Frankenberg (Eder):; Zensus 2011 |                                              |                                              |                                              |                                              |

Religionszugehörigkeit
 Quelle: Historisches Ortslexikon
| • 1895: | 87 evangelische (= 100 %), zwei (= 0,30 %) Einwohner                 |
| • 1961: | 105 evangelische (= 94,59 %), sechs katholische (= 5,41 %) Einwohner |

## Verkehr
Den öffentlichen Personennahverkehr stellt ein Anrufsammeltaxi sicher.